# Thuarea involuta
Thuarea involuta là một loài thực vật có hoa trong họ Hòa thảo. Loài này được (G.Forst.) R.Br. ex Sm. miêu tả khoa học đầu tiên năm 1817.

## Hình ảnh

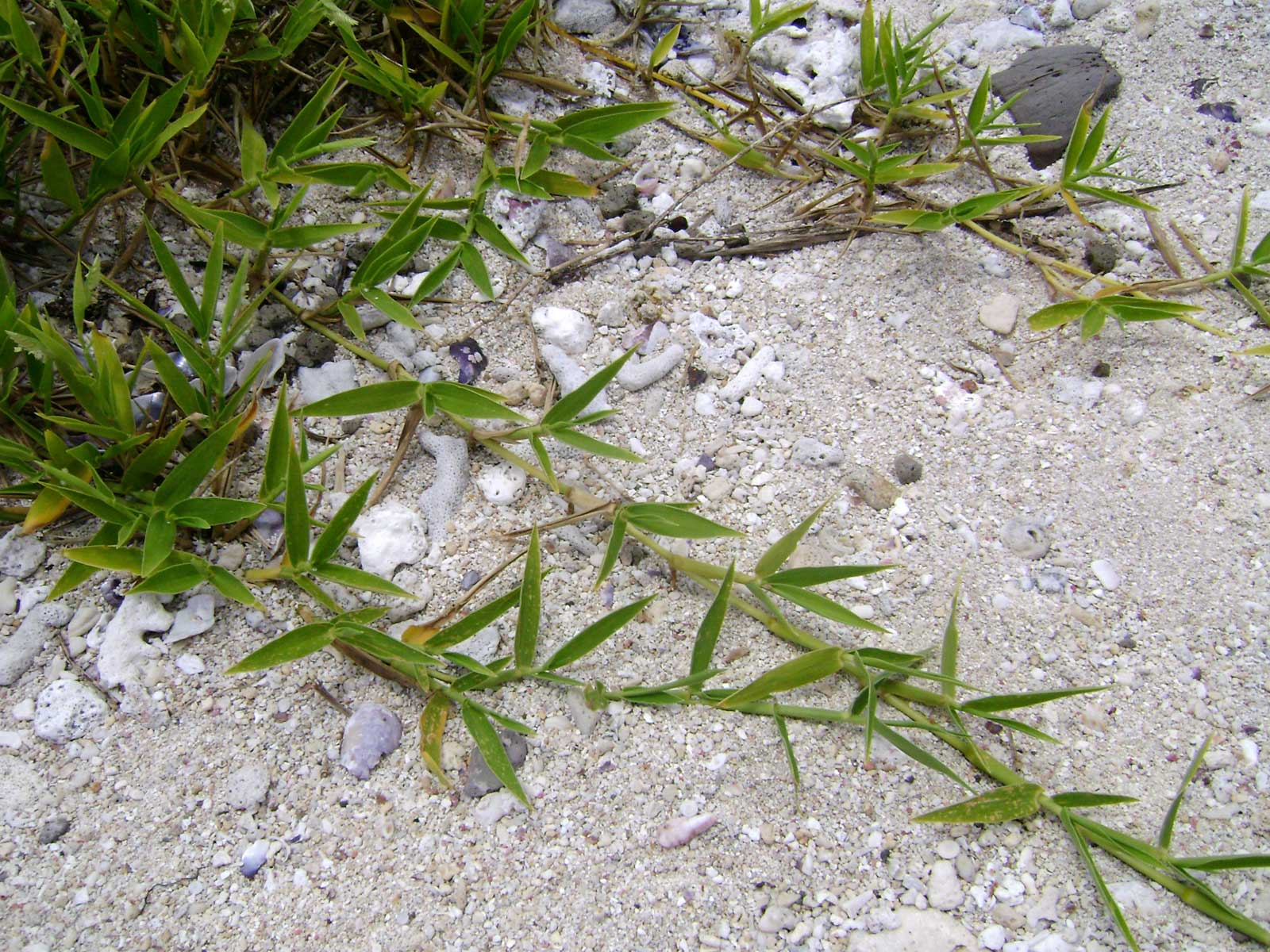